# Frans De Blaes
Jan Frans De Blaes (Mechelen, 17 september 1909 – aldaar, 27 februari 2010) was een Belgisch kajakker. 

## Levensloop
De Blaes vertegenwoordigde samen met Albert Joris België op de Olympische Spelen van 1936 op het onderdeel K2 1000 meter. Het duo werd in de voorronden uitgeschakeld. Ook was De Blaes Belgisch kampioen. In 1939 beëindigde hij zijn sportloopbaan.
De Blaes werd in 1934 penningmeester van het Belgisch Kanoverbond. Ook was hij medeoprichter van de huidige Koninklijke Cano Club Mechelen. Hij introduceerde ook het kayakkenteren in België, het zogenaamde eskimoteren. Als schrijnwerker bouwde hij tevens zijn eigen boten speciaal gericht hierop. Van beroep was hij meubelmaker.